# بافت داخل حصار اردکان
بافت داخل حصار اردکان مربوط به دوران‌های تاریخی پس از اسلام است و در اردکان واقع شده و این اثر در تاریخ ۲ بهمن ۱۳۸۲ با شمارهٔ ثبت ۱۰۸۴۵ به‌عنوان یکی از آثار ملی ایران به ثبت رسیده است.